# Mangualde
Mangualde is een plaats en gemeente in het Portugese district Viseu.
De gemeente heeft een totale oppervlakte van 219 km² en telde 19.880 inwoners in 2011.

## Plaatsen in de gemeente
- Abrunhosa-a-Velha
- Alcafache
- Chãs de Tavares
- Cunha Alta
- Cunha Baixa
- Espinho
- Fornos de Maceira Dão
- Freixiosa
- Lobelhe do Mato
- Mangualde
- Mesquitela
- Moimenta de Maceira Dão
- Póvoa de Cervães
- Quintela de Azurara
- Santiago de Cassurrães
- São João da Fresta
- Travanca de Tavares
- Várzea de Tavares

## Geboren in Mangualde
- Lio (1962), Belgisch-Portugese zangeres